# Superforça
Super força é um poder fictício que é mostrado em muitas formas de mídia, como quadrinhos, seriados de TV, filmes, entre outros. O poder consiste em dar a um indivíduo a habilidade de levantar grandes pesos ou esmiuçar materiais resistentes mediante o exercício de sua força física. Há entre os aficionados de quadrinhos a separação entre a força sobre-humana e a superforça. Enquanto que a primeira é subentendida como uma capacidade maior que a dos seres humanos de exercer força, superforça já é encarada como a habilidade de levantar ou destruir coisas como carros prédios entre outras coisas pesadas

## Exemplos de personagens

### Detentores de super força
- Goku
- Kratos
- Hancock
- Abominável
- ExtremoSupremoInfinity
- Quatro-Braços (Ben 10)
- Enormossauro (Ben 10)
- Gigante (Ben 10)
- Knuckles the echidna (Sonic)
- Will Stronghold
- Adão Negro
- Caçador de Marte
- Capitão Marvel
- Capitão Marvel Jr.
- Coisa
- Espectro
- Hércules
- Hulk
- Fanático
- Darkseid
- Namor
- Thanos
- Tsunade
- Homem de Ferro
- Venom
- Lobo
- Mary Marvel
- Mon-El
- Mulher Maravilha
- Jessica/Niki Sanders
- Poderosa
- Supergirl
- Superman
- Aquaman
- Thor
- As Irmãs Kankers, Du, Rolf e Sarah de Du, Dudu e Edu
- Mônica (Mauricio de Sousa)
- Tsunade (Naruto)
- Sakura (Naruto)
- Motoqueiro Fantasma
- Jason Voorhees

## Detentores de força sobre-humana
- Albert Wesker
- O Átomo original
- Capitão América
- Cyborg
- Eléktron
- Esmaga-Átomo
- Etrigan
- Rei do Crime
- Homem Aranha
- Estelar
- Homem-Hora
- Jessica Jones
- Luke Cage
- Metamorfo
- Mulher Gavião
- Pantera negra
- Deadpool
- Colossus

### Detentores de força fisica
- Batman
- Arqueiro Verde
- Gavião arqueiro
- Kira A
- Demolidor
- Elektra
- Wolverine
- Flash
- Justiceiro